# 그대 지금 없지만
〈그대 지금 없지만〉은 대한민국의 남매듀엣 현이와 덕이의 두번째 정규 음반 《너나 좋아해 나너 좋아해》의 A면 3번 트랙으로 발표된 곡이다. 작사 작곡 모두 장덕이 하였다.